# M/S Plaskus

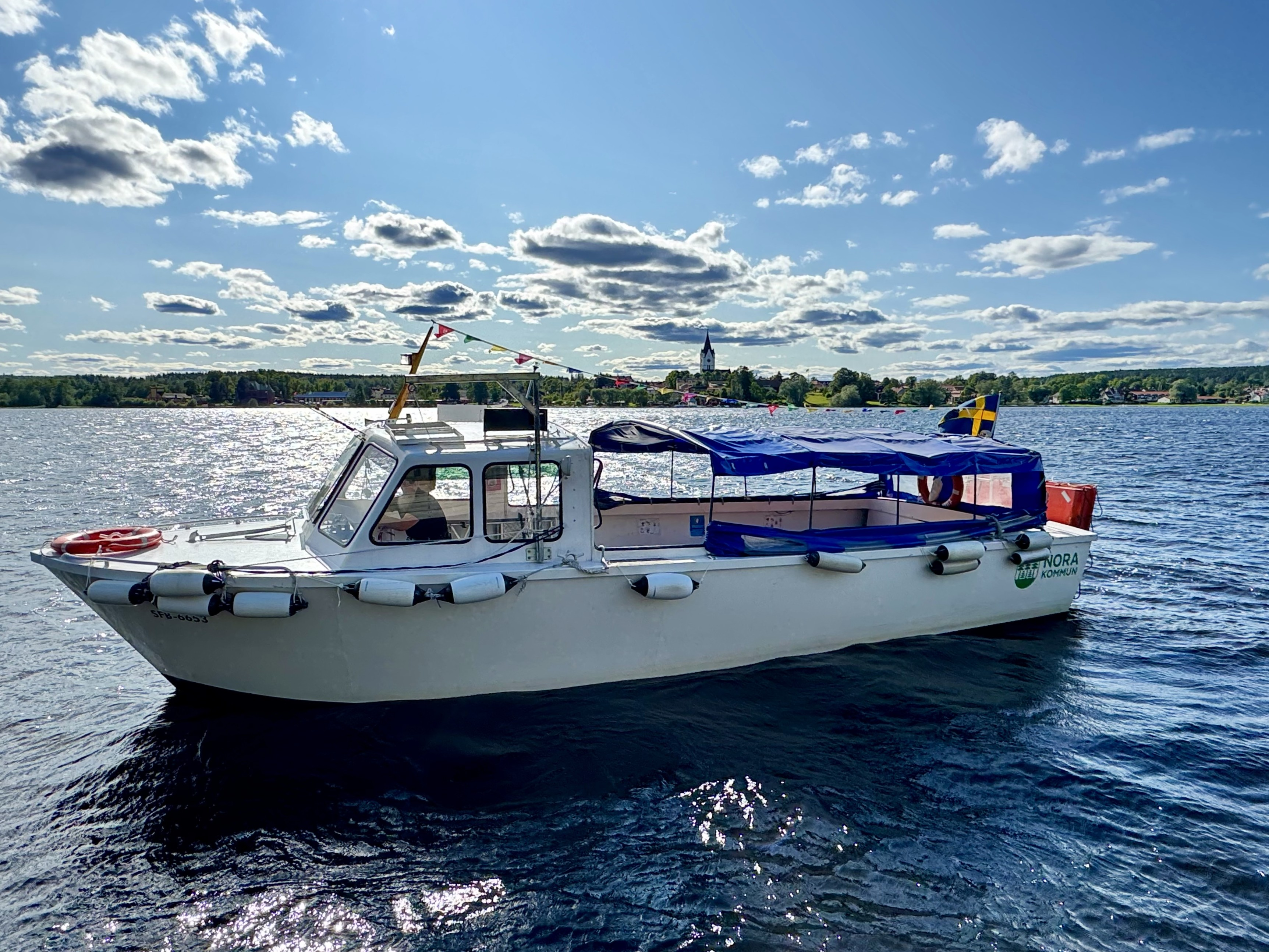
M/S Plaskus på Norasjön.

M/S Plaskus är ett svenskt passagerarfartyg för 26 passagerare, som sommartid trafikerar en rutt mellan Strandpromenaden i Nora och Alntorps ö i Norasjön. 
M/S Plaskus byggdes i stål för trafik på Norasjön av Lidwall & Söner i Leksand 1969. Skrovet är samma som för Lidwalls motorkryssartyp "Serrina 100".
Hon ägs och drivs av Nora kommun.